# Södra Vrams fälad
Södra Vrams Fälad is een plaats in de gemeente Bjuv in Skåne de zuidelijkste provincie en het zuidelijkste landschap van Zweden. De plaats heeft 262 inwoners (2005) en een oppervlakte van 41 hectare. De plaats ligt ten oosten van Billesholm.